# Holste
Holste is een gemeente in de Duitse deelstaat Nedersaksen.De gemeente maakt deel uit van de Samtgemeinde Hambergen in het Landkreis Osterholz.
Holste telt 1.401 inwoners.
- Virtual International Authority File: 19146285447915371630

Axstedt · 
Grasberg · 
Hambergen · 
Holste · 
Lilienthal · 
Lübberstedt · 
Osterholz-Scharmbeck · 
Ritterhude · 
Schwanewede · 
Vollersode · 
Worpswede